# Costa Norte de California

En rojo, los condados de la costa norte

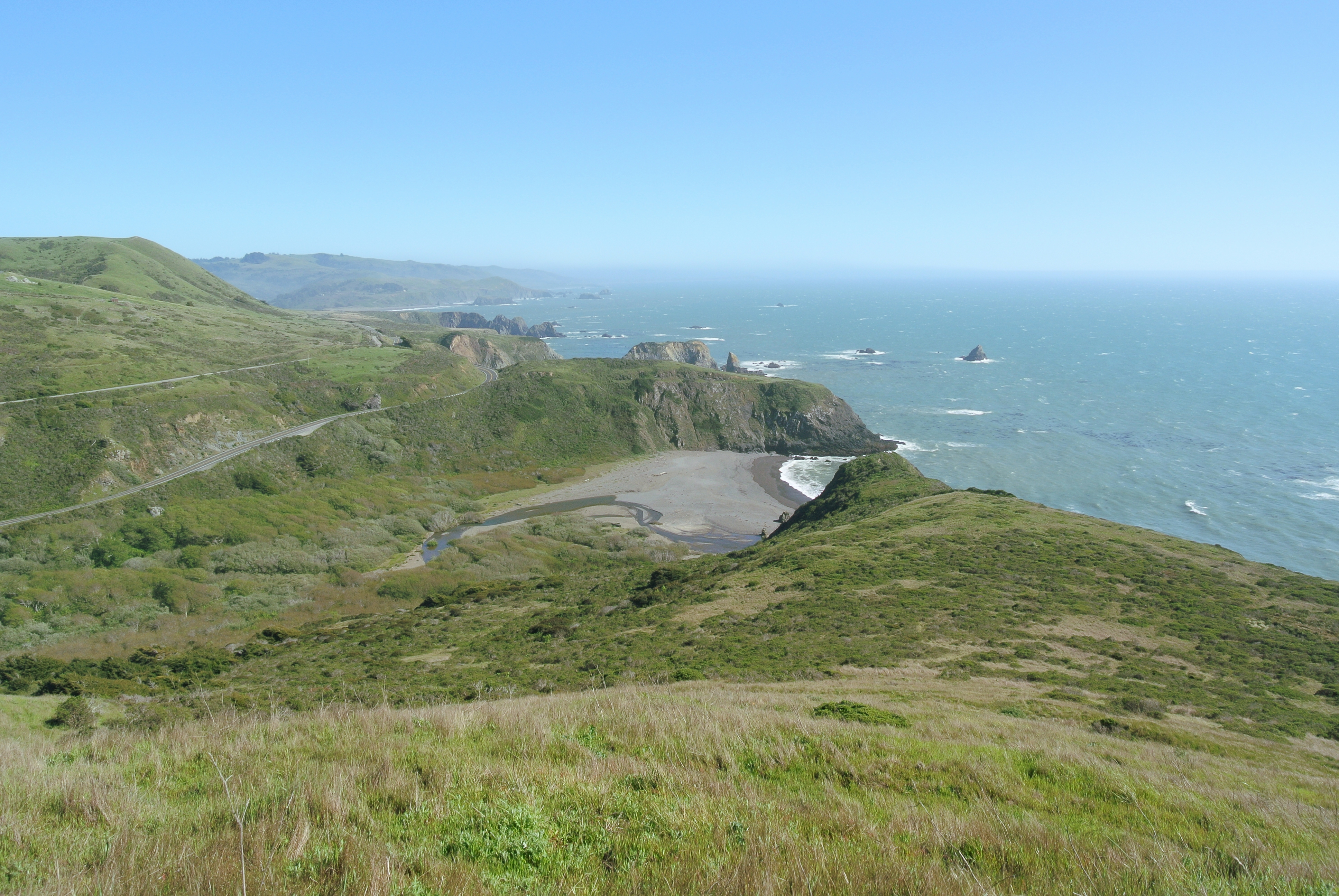
Litoral en el Condado de Sonoma

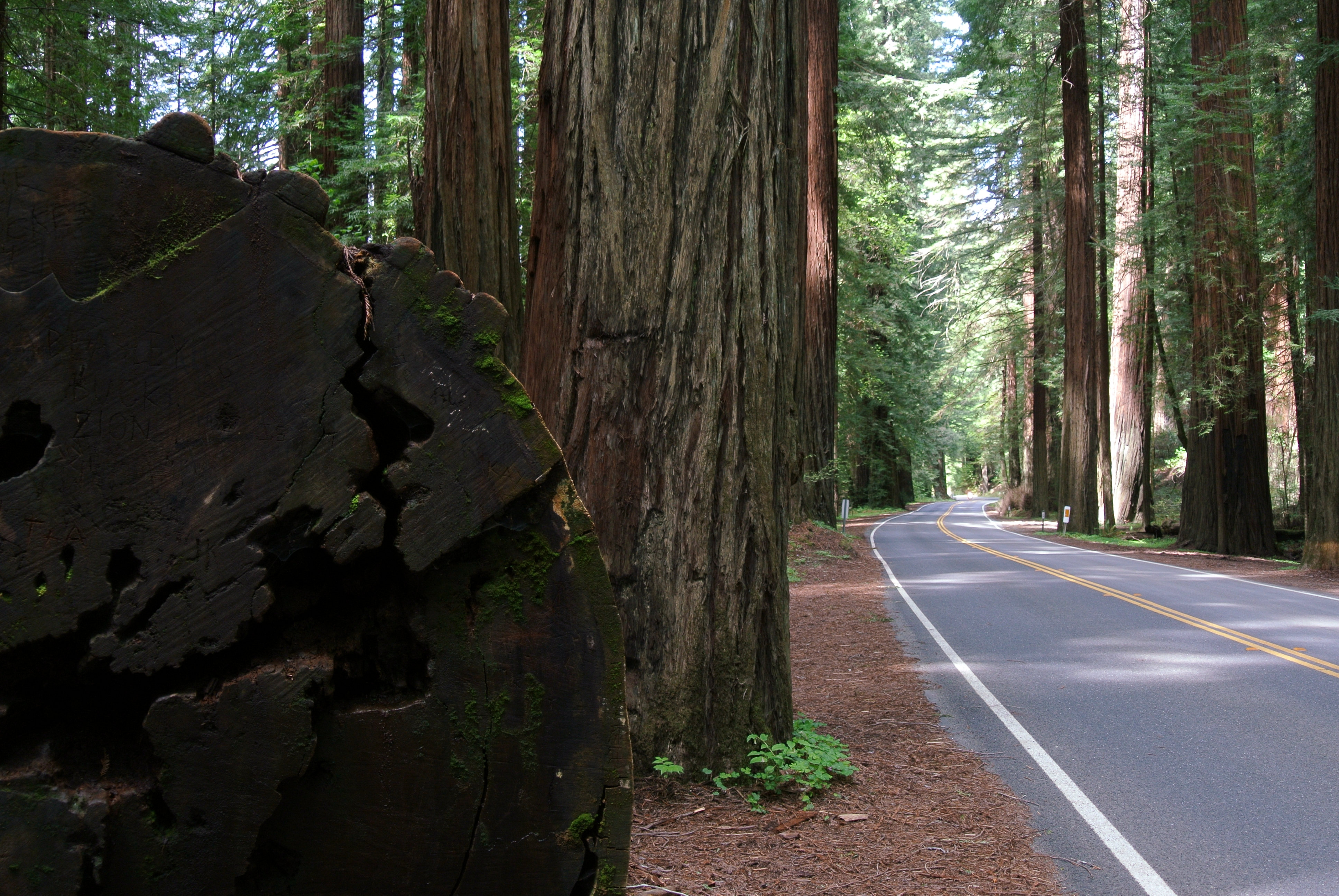
Humboldt Redwoods State Park a lo largo de la Ruta 254 de California

La Costa Norte de California (también conocida como el "Imperio de las secuoyas") es una región costera estadounidense que abarca el norte de California desde los Condados de Del Norte hasta Sonoma.

## Geografía
El litoral está bañado por el Pacífico desde el norte de la bahía de San Francisco hasta Humboldt y la frontera de Oregón. El acceso a la costa es inaccesible debido a las colinas escarpadas y acantilados. Por otra parte, la línea costera de Centerville Beach, más cercana a la desembocadura del río Klamath es más accesible siendo la autopista 101 la ruta principal. El territorio se caracteriza por sus montes escabrosos y erosionados por los ríos y rodeado por cañones, colinas y bosques frondosos de secuoyas y robles. El clima costero es húmedo con temperaturas suaves en invierno y veranos calurosos, aunque la temperatura puede variar dependiendo de la altitud, donde son frecuentes las nevadas en los puntos más altos durante el invierno.
La parte sur está más urbanizada que el resto de mayoría rural. A menudo, las zonas septentrionales más remotas son conocidas por "Behind the Redwood Curtain" (Más allá de las secuoyas). Una pequeña parte de los condados de Mendocino y Humboldt es conocida como la "Costa perdida" y solo es accesible por caminos de tierra. En la zona sur se encuentran Marin Headlands y Point Reyes National Seashore con innumerables playas vírgenes.
En cuanto a la flora, se puede observar las arboledas de Muir Woods National Monument y Armstrong Redwoods desde el sur hasta los frondosos bosques de Humboldt Redwoods State Park a lo largo de la Ruta 254 de California. Las secuoyas también se pueden encontrar por diferentes rutas y parques naturales.